# 600 nm
Il 600 nm (600 nanometri o 0,60 µm) evoluzione del precedente processo a 800 nm è un processo produttivo della tecnologia dei semiconduttori con cui vengono prodotti i circuiti integrati a larghissima scala di integrazione (VLSI).
Questo processo fu introdotto negli anni 1994-1995 dalle principali industrie di semiconduttori come Intel e IBM.
Il successore di questo processo utilizza una larghezza di canale di 350 nanometri.

## Processori realizzati con il processo 600 nm
- Intel 80486DX4 CPU lanciato sul mercato nel 1994.
- IBM/Motorola PowerPC 601, il primo processore PowerPC, fu realizzato con il processo 0,6 µm.
- Le prime CPU Intel Pentium a 60 MHz e a 66 MHz furono fabbricate con questo processo.